# Mythoplastoides erectus
Mythoplastoides erectus là một loài nhện trong họ Linyphiidae.
Loài này thuộc chi Mythoplastoides. Mythoplastoides erectus được James Henry Emerton miêu tả năm 1915.